# گریستون (مینه‌سوتا)
گریستون (به انگلیسی: Graceton) یک منطقهٔ مسکونی در ایالات متحده آمریکا است که در شهرستان لیک وودز، مینه‌سوتا واقع شده‌است. گریستون ۳۴۵٫۹۵ متر بالاتر از سطح دریا واقع شده‌است.